# Mamadou Lamine Traoré
Pour les articles homonymes, voir Mamadou Traoré (homonymie) et Traoré.
Mamadou Lamine Traoré était un homme politique malien, né le 2 janvier 1947 à Bamako et décédé le 21 juillet 2007 à Bamako.
Titulaire d’un doctorat d’État obtenu à l'Université de la Sorbonne, Mamadou Lamine Traoré était professeur de philosophie. Il a enseigné aux lycées de Markala et Sankoré, ainsi qu’à l’École normale supérieure et à la Faculté des lettres, arts et sciences humaines (Flash) de l’université de Bamako. Mamadou Lamine Traoré a milité au sein du syndicat national de l'éducation et la culture (SNEC) et de la FEN.
Mamadou Lamine Traoré a participé à la chute du régime autoritaire de Moussa Traoré avant de faire partie du Comité de transition pour le salut du peuple entre 1991 et 1992. Après l’élection d’Alpha Oumar Konaré, il a été nommé ministre de l’Administration Territoriale et de la Sécurité Intérieure puis Ministre de la l'Administration Territoriale et de la Décentralisation.
Mamadou Lamine Traoré a été membre fondateur de l’Alliance pour la démocratie au Mali puis de l’ADEMA/PASJ, parti politique qu’il quitte en 1994 pour créer le Mouvement pour l'indépendance, la renaissance et l'intégration africaine (MIRIA).
Mamadou Lamine Traoré était ministre de l’Éducation nationale, nommé par le président Amadou Toumani Touré, de 2002 à sa mort en 2007, dans les gouvernements d’Ahmed Mohamed ag Hamani et d’Ousmane Issoufi Maïga.
Responsable de ce département sensible, il a mené des reformes très difficiles qui lui ont valu beaucoup d'inimitiés au sein de la classe politique. Il a ainsi mis en place  l'organisation des concours des directeurs des Centres d’actions pédagogiques (CAP). Il est entré en conflit avec les anciens directeurs des CAP, nommés par le gouvernement précédents en témoigne sa célèbre interpellation à l'Assemblée Nationale de Juillet 2005 où il a, pendant une demi-journée, défendu d'une éloquence rare sa gestion de l'école malienne.
Actuellement, même ses détracteurs reconnaissent qu'il était l'homme qui pouvait remettre sur pied l'école malienne grâce aux chantiers qu'ils avaient mis en place tant sur le plan de la formation à travers la création des instituts de formation des maîtres, des initiatives comme la caravane du livre qui a permis de doter en livres et manuels pédagogiques des bibliothèques scolaires et universitaires de Bamako et de l'intérieur du pays, l'équipement de certains établissements scolaires en matérielles informatiques, la réhabilitation et l'équipement des laboratoires de recherches scientifiques et tant sur le plan des infrastructures avec à son actif la construction des centaines d'école à travers le territoire national et surtout le fait le plus marquant a été la construction des deux bâtiments abritant la Faculté des Sciences Juridiques et Politiques et celui de la Faculté des Sciences Économiques et de Gestion.
Il a institué dès 2002 l'organisation des "Camps d'Excellence" et la journée du "Bon Élève" destinées à récompenser les meilleurs élèves de tous les ordres d'enseignement. À sa mémoire, le Président de la République a décidé de perpétuer cette tradition pour saluer le mérite et encourager les lauréats à travailler plus pour le développement de leur patrie et il a d'ailleurs rappelé que Mamadou Lamine Traoré a été l'un des meilleurs ministres de l'Éducation du Mali.
Son parti politique, le Miria a soutenu la candidature d’Amadou Toumani Touré à l’élection présidentielle malienne de 2007.
En 2007, il avait publié aux éditions Donniya un livre intitulé Philosophie et géomancie : vers une philosophie originelle africaine.